# بهاره افشاری
بهاره افشاری (زادهٔ ۱۴ تیر ۱۳۶۳) بازیگر ایرانی است. او با فیلم ناف به کارگردانی محمد شیروانی در سال ۱۳۸۱ وارد عرصه سینما شد. افشاری با بازی در سریال او یک فرشته بود (۱۳۸۴) شناخته شد و با ایفای‌نقش در سریال فاصله‌ها (۱۳۸۹) به شهرت رسید. او علاوه بر بازیگری در طراحی لباس نیز فعالیت دارد.

## زندگی
بهاره افشاری در ۱۴ تیر ۱۳۶۳ در شاهرود به دنیا آمد. او یک برادر دارد. افشاری فارغ‌تحصیل رشته نقاشی است و همچنین دیپلم بازیگری دارد.

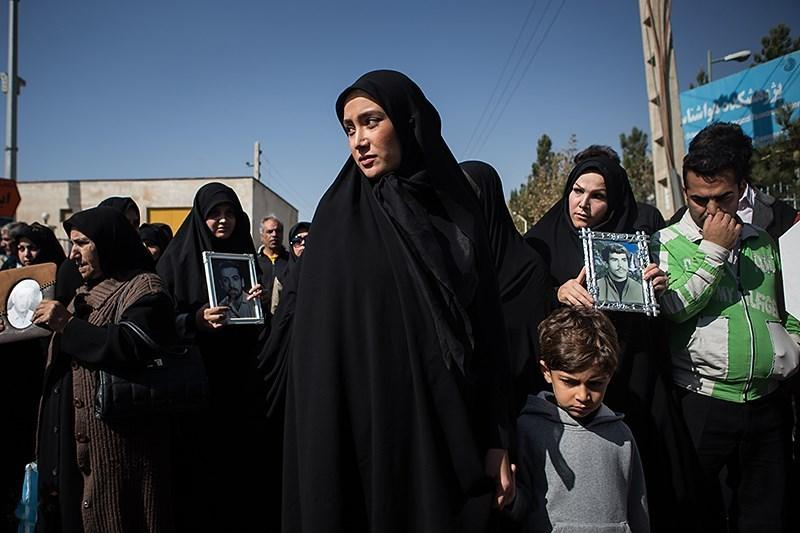
افشاری در پشت صحنهٔ معراجی‌ها در ۱۳۹۲

در شهریور ۱۳۹۴ شایعه شد که او با بنیامین بهادری ازدواج کرده است؛ که چندی بعد توسط وی تکذیب شد. در ابتدا قرار بوده افشاری در سریال دلنوازان در نقش «یلدا» ایفای نقش کند اما به گفته خودش دو روز مانده به فیلمبرداری قراردادش را فسخ می‌کند. بهاره افشاری که از سال بعد از اکران فیلم پایان‌نامه به مدت سه سال در سینما ممنوع‌الکار شده بود، در برنامهٔ دید در شب در این مورد گفت: 
«چطور من می‌توانم روبه‌روی مردمی بایستم که مرا بهاره افشاری کرده‌اند. ابتدا به‌عنوان یک فیلم پلیسی اکشن ساده با او قرارداد بسته شده و بعد برای خروج از فیلم مجبور بوده هشتاد میلیون خسارت بدهد در حالی که چنین پولی را نداشته است.»
 او گفت پلان‌هایی بوده که بیست بار اشتباه بازی کرده و در نهایت مجبور به تن دادن به بازی شده است. او همچنین اشاره کرد که در دورهٔ محمود احمدی‌نژاد چند مرتبه به مراسم افطار دعوت شده، اما در آن شرکت نکرده است.

## فیلم‌شناسی

### سینما
| سال  | عنوان               | نقش | کارگردان            | یادداشت |
| ---- | ------------------- | --- | ------------------- | ------- |
| ۱۴۰۲ | مرد عینکی           |     | کریم امینی          |         |
| ۱۳۹۹ | روز ششم             |     | حجت قاسم‌زاده اصل    |         |
| ۱۳۹۸ | موافقت اصولی        |     | امیر پورکیان        |         |
| ۱۳۹۷ | آینده               |     | امیر پورکیان        |         |
| ۱۳۹۷ | زندانی‌ها            |     | مسعود ده‌نمکی        |         |
| ۱۳۹۶ | پری‌سا               |     | محمدرضا رحمانی      |         |
| ۱۳۹۵ | عشقولانس            |     | محسن ماهینی         |         |
| ۱۳۹۵ | گشت ارشاد ۲         |     | سعید سهیلی          |         |
| ۱۳۹۴ | عشق و جنون          |     | حسن نجفی            |         |
| ۱۳۹۴ | عطر شیرین عطر تلخ   |     | ناصر محمدی          |         |
| ۱۳۹۳ | تتل و راز صندوقچه   |     | وحید گلستان         |         |
| ۱۳۹۲ | معراجی‌ها            |     | مسعود ده‌نمکی        |         |
| ۱۳۸۹ | سه درجه تب          |     | حمیدرضا صلاحمند     |         |
| ۱۳۸۹ | دردسر بزرگ          |     | مهدی گلستانه        |         |
| ۱۳۸۹ | پایان‌نامه           |     | حامد کلاهداری       |         |
| ۱۳۸۸ | ازدواج در وقت اضافه |     | سعید سهیلی          |         |
| ۱۳۸۷ | خیابان بیست و چهارم |     | سعید اسدی           |         |
| ۱۳۸۷ | زندگی شیرین         |     | قدرت‌الله صلح‌میرزایی |         |
| ۱۳۸۷ | کلبه                |     | جواد افشار          |         |
| ۱۳۸۷ | شیرین               |     | عباس کیارستمی       |         |
| ۱۳۸۶ | صد سال به این سال‌ها |     | سامان مقدم          |         |
| ۱۳۸۶ | روابط               |     | ایرج کریمی          |         |
| ۱۳۸۶ | تسویه حساب          |     | تهمینه میلانی       |         |
| ۱۳۸۱ | ناف                 |     | محمد شیروانی        |         |

### تلویزیون
| سال  | عنوان           | نقش           | کارگردان         | یادداشت |
| ---- | --------------- | ------------- | ---------------- | ------- |
| ۱۳۹۶ | سر دلبران       | سمیرا         | محمدحسین لطیفی   |         |
| ۱۳۹۴ | نیاز            |               | حسین سهیلی‌زاده   |         |
| ۱۳۹۳ | آخرین بازی      | نسترن بوستانی | حسین سهیلی‌زاده   |         |
| ۱۳۹۲ | معراجی‌ها        | راضیه زمانی   | مسعود ده‌نمکی     |         |
| ۱۳۹۱ | مرد نقره‌ای      | نورا          | کاظم معصومی      |         |
| ۱۳۹۰ | دست بالای دست   | نوشین زندی    | محسن یوسفی       |         |
| ۱۳۹۰ | برهوت           |               | شهرام شاه حسینی  |         |
| ۱۳۸۹ | فاصله‌ها         | بیتا رحیمی    | حسین سهیلی‌زاده   |         |
| ۱۳۸۶ | روزگار قریب     | زری مامان     | کیانوش عیاری     |         |
| ۱۳۸۴ | او یک فرشته بود | فرشته         | علیرضا افخمی     |         |
| ۱۳۸۳ | مسافر پردردسر   |               | شاهرخ حمیدی مقدم |         |

### نمایش خانگی
| سال  | عنوان         | نقش         | کارگردان        | یادداشت                     |
| ---- | ------------- | ----------- | --------------- | --------------------------- |
| ۱۴۰۴ | رُک            | خودش        | مجید واشقانی    | پخش در شبکه اینترنتی یوتیوب |
| ۱۴۰۴ | الکلاسیکو     | خودش        | حمیده نهان دست  | پخش در شبکه اینترنتی نماوا  |
| ۱۴۰۳ | بی عاطفه      |             | کمال تبریزی     | پخش در شبکه اینترنتی        |
| ۱۴۰۳ | رؤیای نیمه شب | هیام        | حسن آخوندپور    | پخش در شبکه اینترنتی فیلم‌نت |
| ۱۴۰۲ | نیوکمپ        | مریم        | منوچهر هادی     | پخش در شبکه اینترنتی فیلیمو |
| ۱۴۰۲ | حیثیت گمشده   | هاجر        | سجاد پهلوان‌زاده | پخش در شبکه اینترنتی فیلیمو |
| ۱۴۰۱ | پدرخوانده     | خودش        | سعید ابوطالب    | پخش در شبکه اینترنتی فیلم‌نت |
| ۱۴۰۰ | شب‌های مافیا   | خودش        | سعید ابوطالب    | پخش در شبکه اینترنتی فیلیمو |
| ۱۳۹۷ | ممنوعه        | ترانه مشایخ | امیر پورکیان    |                             |
| ۱۳۹۷ | ۱۳ شمالی      | خودش        | علیرضا امینی    |                             |

### تئاتر
| سال  | نام نمایش          | کارگردان     |
| ---- | ------------------ | ------------ |
| ۱۴۰۰ | احتمالات           | علی شمس      |
| ۱۳۹۸ | زیبایی گاهی زن است | سهراب حسینی  |
| ۱۳۹۴ | من آنجا نیستم      | افشین اخلاقی |
| ۱۳۹۲ | شهر تنهایی من      | علی هاشمی    |